# Belford (Northumberland)
Pour les articles homonymes, voir Belford.
Belford est un village et une paroisse civile du Northumberland, en Angleterre.